# 何文杞
何文杞（1931年2月26日—2023年1月10日），臺灣著名畫家。今日國立屏東科技大學設有「何文杞台灣鄉土美術館」。

## 生平
何文杞西元1931年生於日治臺灣屏東街大埔，父親從商，曾經營雜貨店、洗衣店等。何氏幼時就讀於屏東公學校時，受級任導師汪乃文啟發而產生對繪畫的興趣。西元1950年自台灣省立屏東師範學校（今國立屏東大學）四年制普通科畢業後，投考台灣省立師範學院（今臺灣師範大學）藝術系，並在西元1956年畢業，師承著名畫家廖繼春，同窗好友有陳景容、劉文煒、郭東榮等人。畢業後回屏東，在屏東工業職業學校、屏榮商職、屏東女中擔任美術教職。西元1960創立翠光畫會，是南台灣最早的畫會之一。何氏甚早就與日本、美國畫家交流，他在1962年於美國華盛頓舉行首次個展，之後在臺、日、韓等地舉辦個人畫展六十餘次，並提出「鑽石派畫法」的概念。
何氏曾任全省美展評審，並主辦第4屆亞細亞國際現代水彩畫展。曾獲英國劍橋世界名人錄中心「 2005世界傑出百人藝術家獎」、美國北卡傳記協會「國際名人錄傑出藝術領導獎」等獎。作品獲日本全國水彩聯盟展、日本全國水彩畫展、日本東京都美術館日本白亞美展特別優秀獎等國際大獎肯定。
2023年1月10日逝世。
2024年5月，何文杞妻子何邱金菊贈國立屏東大學55幅何文杞畫作，並另外提供48幅代表作品，包括水彩、油畫、蛋彩、粉彩等合計103幅作品，同時國立屏東大學成立「何文杞美術館」，展出多幅何文杞藝術藝術家的畫作。

## 風格
何文杞作品風格，早年大致上從英國式的透明畫法出發，嘗試西方各種現代藝術流派之風格。四十歲後回歸鄉土寫實畫風，並以高屏地區的傳統古厝以及傳統民宅的「馬背」特寫樹立其鮮明之個人風格。當中台灣政權的交替，藝術家對政治的訴求，作品都流露出對家鄉土地的熱愛。